# Madhuca calcicola
Madhuca calcicola är en tvåhjärtbladig växtart som beskrevs av Pieter van Royen. Madhuca calcicola ingår i släktet Madhuca och familjen Sapotaceae. IUCN kategoriserar arten globalt som starkt hotad. Inga underarter finns listade i Catalogue of Life.